# 核融合體
核融合體（英語：fusor）是加州柏克萊大學的教授吉布尔·巴斯里向國際天文聯合會建議，用來協助說明天體的術語。
根據他的定義，一個核融合體是在"生命週期中能在核心進行核融合的天體"。這個定義包含任何一種形式的核融合，一個核融合體的最低質量大約是木星質量的13倍，在這個點是有可能上進行氘的融合，但遠低於進行氫的融合所需要的可能：大約是木星質量的60倍。而直到木星質量75倍以上的天體，即當重力收縮，也就是引力產生的收縮受到內部核反應產生的熱能抑制，才可能被視為恆星。